# オタル・ギオルガゼ
オタル・ギオルガゼ（Otar Giorgadze、1996年3月2日 - ）は、プロD2・USモントーバンに所属するラグビーユニオン選手。

## プロフィール
- ジョージア・トビリシ出身。
- ポジションはロック(LO)、フランカー(FL)。
- 身長 193cm、体重 109kg
- U20ジョージア代表に選ばれたことがある[1]。
- ジョージア代表キャップは29（2021年1月現在）でラグビーワールドカップ2019のジョージア代表に選ばれた[2]。

## 略歴
ASMクレルモンを経て、2018年、CAブリーヴに加入。
2022年、USモントーバンに加入。